# Sirák András
Sirák András (Budapest, 1948 –) családorvos, mentőorvos, egyetemi tanár. 

## Élete
Gyermekkorát Zuglóban, Rákosfalván töltötte. A budapesti Piarista Gimnáziumban érettségizett 1967-ben.
1974-ben szerzett általános orvostanból diplomát a Semmelweis Egyetemen. Az egyetemre második próbálkozásra vették fel, mert egyházi iskolába járt; ez akkor nagyon rossz előéletnek számított. Közben egy évet a Mentőszolgálat kötelékében töltött. Az egyetemi évek alatt folyamatosan mentőápolóként, később mentőtisztként dolgozott a Mentőszolgálatnál.
1974-ben a Fejér megyei Csákberény községben helyezkedett el körzeti orvosként, ahol 6 évet töltött. 1979-ben általános orvostanból szakvizsgát tett. 1992 óta a Magyar Máltai Szeretetszolgálat Mentőszolgálatának kivonuló mentőorvosa. 1996-ban háziorvostan-szakvizsgát tett. 2015-ig Fejér megye háziorvos szakfelügyelője, azóta minőségügyi szakfőorvos országos hatáskörrel.  
1986 óta folyamatosan részt vesz a Semmelweis Egyetem, 1990 óta a Pécsi Orvostudományi Egyetem Családorvosi Tanszékén a medikus- és rezidensoktatásban. Munkáját többek között Astellas-díjjal (1998), családorvosi Életműdíjjal, Batthyány-Strattmann László-díjjal (2011) ismerték el. 
A közéletben önkormányzati képviselőként, alpolgármesterként 1990-től vesz részt Velencén. Felesége szintén háziorvos; négy gyermeket neveltek fel.

## Könyve
- Dr. Sirák András: Sürgősségi betegellátás. Családorvosok, rezidensek, ügyeletes orvosok és asszisztensek számára. 6., bővített és átdolgozott kiadás.[1]